# Лазэр, Элисабета
Элисабета Лазэр (рум. Elisabeta Lazăr; род. 22 августа 1950, Арад) — румынская гребчиха, выступавшая за сборную Румынии по академической гребле в 1970-х годах. Бронзовая призёрка летних Олимпийских игр в Монреале, обладательница серебряной медали чемпионата мира, двукратная чемпионка Европы, победительница и призёрка регат национального значения.

## Биография
Элисабета Лазэр родилась 22 августа 1950 года в городе Арад, Румыния.
Первого серьёзного успеха на взрослом международном уровне добилась в сезоне 1970 года, когда вошла в основной состав румынской национальной сборной и выступила на чемпионате Европы в венгерском городе Тата, где в зачёте парных рулевых четвёрок обошла всех своих соперниц и завоевала золотую медаль.
На европейском первенстве 1971 года в Копенгагене вновь была лучшей в парных рулевых четвёрках, став таким образом двукратной чемпионкой Европы по академической гребле.
На чемпионате Европы 1973 года в Москве стала серебряной призёркой в той же дисциплине, уступив на финише только титулованным восточногерманским спортсменкам.
В 1974 году побывала на чемпионате мира в Люцерне, где помимо мужских впервые были представлены и женские дисциплины. В итоге привезла отсюда серебряную награду, выигранную в парных четвёрках с рулевой — в решающем финальном заезде пропустила вперёд только команду из Восточной Германии. 
На мировом первенстве 1975 года в Ноттингеме попасть в число призёров не смогла, финишировала в парных рулевых четвёрках шестой.
Благодаря череде удачных выступлений удостоилась права защищать честь страны на летних Олимпийских играх 1976 года в Монреале — здесь впервые в олимпийской программе появилась женская академическая гребля. В составе парного четырёхместного рулевого экипажа, куда также вошли гребчихи Фелича Афрэсилоаие, Иоана Тудоран, Мария Микша и рулевая Элена Джуркэ, в финале Лазэр пришла к финишу третьей позади команд из ГДР и СССР — тем самым завоевала бронзовую олимпийскую медаль. Вскоре по окончании этих соревнований приняла решение завершить спортивную карьеру.